# 刺短桨蟹
刺短桨蟹（学名：Thalamita spinifera）为梭子蟹科短桨蟹属的动物。分布于日本、夏威夷、苏瓦迪瓦岛、拉克代夫群岛、马尔代夫群岛、马达加斯加以及中国大陆的南沙群岛等地，生活环境为海水，常生活于水深 30-80米、泥以及沙质或石礁底。其生存的海拔范围为-80至-30米。该物种的模式产地在印度洋苏瓦迪瓦岛、拉克代夫群岛、马尔代夫群岛。